# Weatherford International
Weatherford International este un grup american de societăți comerciale specializate în domeniul serviciilor petroliere, ce oferă un portofoliu larg de servicii și produse, precum foraj, evaluare, echiparea sondelor, producție, intervenții, abordare.
Grupul operează în aproape 100 de state, mai mult de jumătate din cifra de afaceri fiind obținută din activitățile derulate în afara Americii de Nord.
Weatherford International a înregistrat la nivel global o cifră de afaceri de 5,7 miliarde euro în anul 2007.
În februarie 2008, grupul american a achiziționat de la Petrom firma BOSS Câmpina (Baza de Operațiuni Speciale la Sonde Câmpina), pentru 10 milioane euro.
În noiembrie 2008, grupul a plătit circa 20 milioane de euro pentru 81,63% din acțiunile firmei de foraj Foserco Târgu Ocna, aparținând grupului Upetrom, controlat de omul de afaceri Gabriel Comănescu.
Tot în anul 2008, Weatherford Holdings a preluat de la Upetrom o serie de active pentru foraj grupate in jurul companiei Aquafor, precum și 86,01% din acțiunile Atlas Gip, companie cu activități în domeniul prospecțiunilor geologice, de la grupul Tender, pentru care a plătit 16,8 milioane euro.